# Джерела в урочищі «Кривуля»
Джере́ла в уро́чищі Криву́ля — гідрологічна пам'ятка природи місцевого значення в Україні. 

## Розташування
Розташовані поблизу села Літятин Тернопільського району Тернопільської області у кварталі 25 виділах 1, 3, 5 і 6 Козівського лісництва в межах лісового урочища «Кривуля».

## Пам'ятка
Оголошені об'єктом природно-заповідного фонду рішенням Тернопільської обласної ради від 18 березня 1994 року. Початкова назва — «Джерела в урочищі Кривуля зі ставком», офіційно перейменована рішенням № 75 другої сесії Тернопільської обласної ради шостого скликання від 10 лютого 2016 року.
Перебуває у віданні ДП «Бережанське лісомисливське господарство».

## Характеристика
Площа — 6 га.
Під охороною — джерела підземних вод, що живлять ставок, цінні у науково-пізнавальному, господарському та естетичному значеннях.